# Боб Моран

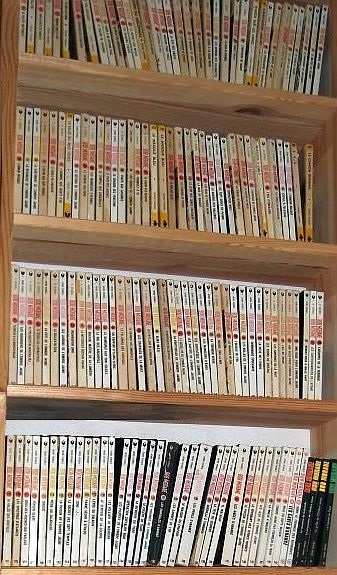
Книги о Бобе Моране 1960-х-1970-х годов

Боб Моран (Bob Morane) — серия приключенческих книг на французском языке с участием одноимённого главного героя, созданная франкоговорящим бельгийским писателем Анри Верном (псевдоним Шарля-Анри Дьюизма). С момента появления Боба Морана в 1953 году Анри Верном было написано о нём более 200 романов, культовые обложки книг были оформлены такими художниками, как Пьер Жубер, Анри Ливенс, Уильям Вэнс, Клод Паскаль, Антонио Паррас, Патрис Санаухас, Фелицисимо Кориа и Рене Фолле.
Популярность Боба Морана привела к его последующему появлению в фильме 1960 года (ныне утерян), телесериале 1965 года, компьютерной игре в 1988 году, мультсериале 1998 года и продолжительной серии графических романов (издано около 80 книг с 1959 года), в которых представлены работы таких художников, как Дино Аттанасио, Жеральд Фортон, Уильям Вэнс и Фелицисимо Кориа.

## Синопсис
Романы, которые начинались как приключенческие истории, быстро включили в себя элементы шпионажа, криминальной прозы, научной фантастики и фэнтези. Боб Моран, француз, был молодым пилотом-добровольцем Королевских ВВС во время Второй мировой войны. Утверждается, что он был самым орденоносным офицером FFAL (Французские воздушные силы или Свободные французские воздушные силы) под командованием генерала Шарля де Голля. Это поставило бы его выше Пьера Клостерманна (реального пилота высшего ранга FFAL, с которого, вероятно, и был списан образ Морана). Получил ранение (шрам на лице) в результате обстрела его самолёта зенитной артиллерией.
После войны Моран стал штатным исследователем, внештатным репортером журнала Reflets и авантюристом. Высокий (185 см) и атлетичный, Моран владеет многими видами рукопашного боя (черный пояс по карате 2-го дана, джиу-джитсу и дзюдо), а также владеет многими видами оружия (стрелок). Он говорит на самых разных языках, и большинство книг обычно начинается с его путешествия в какое-нибудь экзотическое место. Его приключения на протяжении многих лет привели его к контактам с многочисленными высокопоставленными фигурами мирового разведывательного сообщества (Герберт Гейнс из Центрального разведывательного управления), лейтенант Грос-Жан из Королевской канадской конной полиции, сэр Арчибальд Бейуотер из Скотланд-Ярда, которые часто просят его о помощи в каком-то непростом деле. Морана описывают как современного рыцаря без страха и упрека, всегда готового помочь нуждающимся и угнетенным, как современного Дон Кихота (особенно если в деле затронуты барышни, попавшие в беду, что случается нередко). При этом Моран целомудренен, как сэр Галахад.
Как видно из нескольких историй с сильным научно-фантастическим уклоном, Моран иногда является агентом Патруля времени, организации из будущего Земли, которая следит за потоком времени и не дает путешественникам во времени разрушить историю.
Среди ближайших соратников Морана Билл Баллантайн, громадный шотландец, который работал авиамехаником Морана в Новой Гвинее (первый роман); профессор Аристид Клерембар, старый, но энергичный французский археолог; София Парамаунт, британский журналист; Фрэнк Ривз, американец, состояние которого превышает миллиард долларов; Герберт Гейнс, глава ЦРУ; и многие другие.
Путь Морана неоднократно пересекается с главным антогонистом сериала, мистером Мином, которого также называют «Желтая тень». Мин — монгольский гений в духе Фу Манчу . Как и персонаж Сакса Ромера, Мин намеревается уничтожить западную цивилизацию и заменить её миром, более гармоничным с природой. Также, как и Фу Манчу, Мин использует насильственные методы для достижения своих целей — включая убийства, терроризм, а также множество странных заговоров. Мин раскрыл секреты вечной жизни, создания андроидов и путешествий во времени.
Несмотря на постоянное сопротивление Морана, Мин высоко ценит своего врага и никогда не забывает, что тот спас ему жизнь во время их первой встречи: рука Мина была отрезана смертельной ловушкой, спрятанной в древней статуе, Мин истекал кровью, но Моран прижег рану и наложил жгут. Взамен Мин решил пощадить Морана на этот раз и дал ему медальон, который позволил Морану пройти мимо дакоитов (одного из многих миньонов Мина), которые охраняли храм и ожидали его убийства. Тем не менее, медальон Мин пригодится во многих случаях в более поздних приключениях.
Среди других постоянных врагов Морана: Мисс Иланг-Иланг, глава шпионского агентства SMOG ; Роман Оргонец aka «Человек с золотыми зубами»; «Каллаверде»; «Артур Гринстрит», очень умный и преданный своему делу, но смертельный шпион, нанятый на работу, но часто связанный с СМОГ. ; и доктор Ксатан, самозванный «Мастер света».

## Книги
1. Bob Moran and the Buccaneer’s Hoard, [L’héritage du flibustier] pp. 158. Phoenix House: London, 1957, Roy Publishers: New York, 1958.
2. Bob Moran and the Fawcett Mystery, [Sur la piste de Fawcett] pp. 158. Phoenix House: London, 1956, Roy Publishers: New York, 1958.
3. Bob Moran and the Fiery Claw, [La griffe de feu] pp. 157. Phoenix House: London; Roy Publishers: New York, 1960.
4. Bob Moran and the Pirates of the Air, [Panique dans le ciel] pp. 159. Phoenix House: London, 1956, Roy Publishers: New York, 1958.
5. Bob Moran and the Sunken Galley, [La Galère engloutie] pp. 159. Phoenix House: London, 1957, Roy Publishers: New York, 1958.
6. Bob Moran in the Valley of Hell, La Vallée infernale pp. 160. Phoenix House: London 1960, Roy Publishers: New York, 1960.
7. The dinosaur hunters, [Les Chasseurs de dinosaures] pp. 126. Translated by Jean Ure. Transworld, London, 1966.
8. The yellow shadow, [L’ombre jaune] pp. 127. Translated by Jean Ure. Transworld, London, 1966.
9. City of a thousand drums, [Trafic aux Caraïbes] pp. 126. Translated by Jean Ure. Transworld, London, 1966.
10. The white gorilla, [Le gorille blanc] pp. 128. Translated by Jean Ure. Transworld, London, 1967.
11. Operation parrot, [La voix du mainate] pp. 127. Translated by Jean Ure. Transworld, London, 1968.
12. Treasure of the Golcondas, [La Couronne de Golconde] pp. 128. Translated by Jean Ure. Transworld, London, 1967.

## Другие медиа
- Первый фильм о Бобе Моране был снят в 1960 году компанией Belgavidéo. Шпион с сотней лиц, с Жаком Санти в роли Боба Морана, был показан только один раз в воскресенье 8 января 1961 года в кинотеатре Scala в Брюсселе и считается утраченным после уничтожения единственной копии во время пожара Белгавидео.[2]
- В 1965 году был снят телесериал Боб Моран. Некоторые его эпизоды были поставлены по классическим историям, другие — по оригинальным сценариям.[3]
- Мультсериал 1998 года Боб Моран был спродюсирован Canal + и France 3 .
- Боб Моран вдохновил французскую группу Indochine на песню 1982 года «L’Aventurier», которую перепели в 2000 году группы The Kingpins, а в 2003 году — Nada Surf[4]
- Множество видеоигр серии Bob Morane было выпущено в 80-х и начале 90-х годов для Atari 1040 ST, Amiga 500 и Commodore 64. К ним относятся Bob Morane: Ocean, Bob Morane: Moon, Bob Morane: Jungle и Bob Morane: Chevalerie, все они разработаны и изданы Infogrames of France. Эти игры отличались высоким художественным исполнением, но в значительной степени неясной игровой механикой.

## Комиксы
Существует более 80 комиксов от Bande Dessinée о Бобе Моране, сериализованных, опубликованных в альбомах и переизданных в единых изданиях. Пятеро художников иллюстрировали серию более 40 лет под несколькими лейблами.
Первым художником комиксов был Дино Аттанасио, который с 1959 по 1962 год проиллюстрировал первые 5 историй, опубликованных в Femmes d’Aujourd’hui . Первый альбом вышел в 1960 году. Джеральд Фортон взял на себя эту серию в 1962 году, поскольку она продолжала публиковаться в Femmes d’Aujourd’hui, журнале Pilote и Het Laatste Nieuws. Рене Фолле, иллюстрировавший обложки первых романов, также рисовал обложки альбомов, нарисованных Фортоном.
Фортона сменил Уильям Вэнс в 1969 году, когда Боб Моран покинул Pilote и продолжил свои похождения в журнале Tintin. Спустя 10 лет Вэнс передал эстафету своему помощнику Фелисимо Кориа в 1979 году, который с тех пор продолжает рисовать серию. Издательство Ananké / Milko выпустило два альбома с оформлением Франка Леклерка .